# L'Énigme (film, 2013)
Pour les articles homonymes, voir Énigme.
Pour plus de détails, voir Fiche technique et Distribution.
L'Énigme (Riddle) est un film américain réalisé par John O. Hartman et Nicholas Mross, sorti en 2013.

## Synopsis
Holly Teller, une jeune étudiante,  se rend à Riddle, petite ville de Pennsylvanie, à la recherche de son frère handicapé enlevé sous ses yeux, par un homme mystérieux originaire de Riddle. Lorsqu'elle semble tenir une piste la menant à enquêter sur un hôpital psychiatrique abandonné elle se rend compte que le shérif refuse de l'aider comme les autres habitants hostiles de la ville...

## Fiche technique
- Titre original : Riddle
- Titre français : L'Énigme
- Réalisation et scénario : John O. Hartman et Nicholas Mross
- Musique : Scott Glasgow
- Photographie : Jeff Garton
- Société de production : DARONIMAX Media
- Pays d'origine :  États-Unis
- Lieu de tournage : Brownsville,  Pennsylvanie,  États-Unis
- Langue originale : anglais
- Genre : Thriller
- Durée : 1h39
- Budget :
- Dates de sortie :  
  - États-Unis : 13 janvier 2013
  - France : 6 novembre 2013 (DVD)
- Le générique final renseigne 2010

## Distribution
- Elisabeth Harnois : Holly Teller
- Val Kilmer : Sheriff Richards
- Diora Baird : Amber Richards
- Ryan Malgarini : Nathan Teller
- William Sadler : Western Man / Jack Abel
- Bryan Lillis : Matt Caldwell
- Ben Bledsoe : Cameron Bronson
- Jack Erdie : Disheveled Man / Gene Bristol